# Álvaro Teherán
Álvaro Teherán (Cartagena, 6 gennaio 1966 – María la Baja, 4 maggio 2020) è stato un cestista colombiano, professionista in Europa e in Sudamerica.

## Carriera
È stato selezionato dai Philadelphia 76ers al secondo giro del Draft NBA 1991 (44ª scelta assoluta).